# Церква святого Миколая (Осівці)
Церква святого Миколая в Осівцях — парафія і храм греко-католицької громади Бучацького деканату Бучацької єпархії Української греко-католицької церкви в селі Осівці Чортківського району Тернопільської области.

## Історія церкви
До 1946 року парафія належала до Греко-Католицької Церкви, і знову стала греко-католицькою у 1991 році.
До 1925 року в селі стояла дерев'яна церква, збудована ще в 1791 році. Навесні 1925-го її розібрали, і на цьому місці збудували новий храм. Під час Другої світової війни будівля була пошкоджена, але захристія збереглася, і в ній у роки підпілля УГКЦ таємно проводилися відправи.
У 1990 році громада села розділилася. Православна громада взялася за відновлення зруйнованого храму, тому греко-католики змушені були будувати нову церкву на фундаменті старого складського приміщення (колишнього костелу).
Керівником будівництва був отець Григорій Канак. Храм звели виключно за пожертви та зусиллями парафіян, і вже в 1990 році роботи було завершено. Іконостас створили Василь та Галина Заєць, а в 1993 році розпис храму виконали Володимир Гурський і Богдан Хімій. Того ж року церкву освятив єпископ Павло Василик.
При парафії діють братство «Апостольство молитви» (з 2009 року) та братство «Матері Божої Неустанної Помочі».
На території села також розташована Хресна дорога (2000), фігура Матері Божої, каплиці та хрести, що мають важливе значення для парафії.

## Парохи
| Ім'я                     | Роки            | Коротка довідка | Світлини |
| ------------------------ | --------------- | --- | -------- |
| о. Володимир Гнатів      |                 | |          |
| о. Зиновій Монастирський | 1964—1989       | |          |
| о. Григорій Канак        | 1989—1993       | Народився 12 серпня 1964 року. Рукоположений 18 грудня 1989 року. Служив на парафії с. Осівці (1989—1993), с. Сороки, с. Бобулинці (1990—1993) Бучацького району. З 1993 — на одній із парафій м. Чортків. Почесний громадянин міста Чорткова (2014). |          |
| о. Євген Шмадило         | з 19 січня 1993 | |          |